# MTV Unplugged in New York (Nirvana-Album)
MTV Unplugged in New York ist ein Livealbum der US-amerikanischen Rockband Nirvana. Es wurde am 18. November 1993 für die MTV-Sendung MTV Unplugged aufgezeichnet und knapp ein Jahr später im Oktober 1994 veröffentlicht. Das Konzert wurde weltweit im Fernsehen übertragen, eine Veröffentlichung auf CD war nicht unmittelbar danach geplant. Mit Something In the Way und Oh, Me enthält das Album zwei Lieder, die nicht im Fernsehen gezeigt wurden. Aus dem Album wurde About a Girl als Single ausgekoppelt.

## Das Konzert
Nirvana spielten überwiegend weniger bekannte Stücke, mit Come as You Are ist nur ein Hit der Band vertreten. Ergänzend zu eigenen Werken sind Coverversionen von David Bowie, Meat Puppets, Leadbelly und The Vaselines zu hören. Bei den drei Songs der Meat Puppets (Oh, Me, Lake of Fire und Plateau) waren Curt und Chris Kirkwood von den Meat Puppets als Gastmusiker mit auf der Bühne und unterstützen die Band mit Gitarre, Bass und Hintergrundgesang.

## Artwork
Für das Artwork von MTV Unplugged in New York zeichnete Robert Fisher verantwortlich, der mit Cobain bereits bei früheren Alben wie In Utero (1993) zusammengearbeitet hatte. Das Titelbild zeigt eine Totalsicht auf die Bühne, der Schriftzug „NIRVANA“ wird mit einem horizontalen Farbverlauf von rot nach gelb dargestellt. Die beiden Farben werden auch im aufklappbaren Booklet verwendet, das mit Blumen verziert ist und Fotos der Musiker aus der Unplugged-Nacht zeigt. Gedruckt ist das Artwork auf grobfaserigem Papier.

## Titelliste
1. About a Girl – 3:38
2. Come as You Are – 4:14
3. Jesus Doesn’t Want Me for a Sunbeam (Original von The Vaselines) – 4:37
4. The Man Who Sold the World (Original von David Bowie) – 4:21
5. Pennyroyal Tea – 3:41
6. Dumb – 2:53
7. Polly – 3:16
8. On a Plain – 3:45
9. Something in the Way – 4:01
10. Plateau (Original von Meat Puppets) – 3:39
11. Oh, Me (Original von Meat Puppets) – 3:26
12. Lake of Fire (Original von Meat Puppets) – 2:56
13. All Apologies – 4:23
14. Where Did You Sleep Last Night (Original von Leadbelly) – 5:06

## Rezeption
Bei den Grammy Awards 1996 gewann das Album in der Kategorie „Best Alternative Music“. Das Musikmagazin Rolling Stone wählte das Album im Jahr 2012 auf Platz 313 seiner Liste der 500 besten Alben aller Zeiten.

## Kommerzieller Erfolg

### Chartplatzierungen
Das Album erschien sieben Monate nach Cobains Suizid und wurde zu einem kommerziellen Erfolg.
| ChartsChartplatzierungen       | Höchstplatzierung | Wochen |
| ------------------------------ | ----------------- | ------ |
| Deutschland (GfK)              | 6 (49 Wo.)        | 49     |
| Österreich (Ö3)                | 1 (65 Wo.)        | 65     |
| Schweiz (IFPI)                 | 3 (46 Wo.)        | 46     |
| Vereinigte Staaten (Billboard) | 1 (100 Wo.)       | 100    |
| Vereinigtes Königreich (OCC)   | 1 (52 Wo.)        | 52     |

| ChartsJahrescharts (1994) | Platzierung |
| ------------------------- | ----------- |
| Österreich (Ö3)           | 23          |

| ChartsJahrescharts (1995)    | Platzierung |
| ---------------------------- | ----------- |
| Deutschland (GfK)            | 19          |
| Österreich (Ö3)              | 15          |
| Schweiz (IFPI)               | 9           |
| Vereinigtes Königreich (OCC) | 73          |

### Auszeichnungen für Musikverkäufe
In den USA wurde das Album mit Achtfach-Platin für mehr als acht Millionen verkaufte Einheiten ausgezeichnet, in Großbritannien mit Dreifach-Platin für über 900.000 Einheiten und in der Schweiz mit Doppel-Platin für mehr als 100.000 Einheiten.
| Land/Region                  | Auszeichnungen für Musikverkäufe (Land/Region, Auszeichnung, Verkäufe) | Verkäufe    |
| ---------------------------- | ---------------------------------------------------------------------- | ----------- |
| Argentinien (CAPIF)          | 2× Platin                                                              | 120.000     |
| Australien (ARIA)            | 5× Platin                                                              | 350.000     |
| Belgien (BRMA)               | 3× Platin                                                              | 150.000     |
| Brasilien (PMB)              | Platin                                                                 | 250.000     |
| Deutschland (BVMI)           | Gold                                                                   | 250.000     |
| Europa (IFPI)                | 2× Platin                                                              | (2.000.000) |
| Finnland (IFPI)              | Gold                                                                   | 24.373      |
| Frankreich (SNEP)            | 2× Platin                                                              | 600.000     |
| Italien (FIMI)               | Platin                                                                 | 50.000      |
| Japan (RIAJ)                 | Platin                                                                 | 200.000     |
| Kanada (MC)                  | 9× Platin                                                              | 900.000     |
| Mexiko (AMPROFON)            | Gold                                                                   | 100.000     |
| Neuseeland (RMNZ)            | 6× Platin                                                              | 90.000      |
| Niederlande (NVPI)           | Platin                                                                 | 100.000     |
| Norwegen (IFPI)              | Platin                                                                 | 50.000      |
| Österreich (IFPI)            | 2× Platin                                                              | 100.000     |
| Polen (ZPAV)                 | Platin                                                                 | 100.000     |
| Portugal (AFP)               | Gold                                                                   | 10.000      |
| Schweden (IFPI)              | Platin                                                                 | 100.000     |
| Schweiz (IFPI)               | 2× Platin                                                              | 100.000     |
| Spanien (Promusicae)         | 2× Platin                                                              | 200.000     |
| Vereinigte Staaten (RIAA)    | 8× Platin                                                              | 8.000.000   |
| Vereinigtes Königreich (BPI) | 3× Platin                                                              | 930.000     |
| Insgesamt                    | 4× Gold · 53× Platin ·                                                 | 12.774.373  |

Hauptartikel: Nirvana/Auszeichnungen für Musikverkäufe